# بحيرة الضفادع

أوجست رينوار

بحيرة الضفادع (LaGrenouillère) وهذه اللوحة في المتحف الوطني السويدي كانت LaGrenouillère (الضفادع) وجهة مفضلة للرحلات بالقرب من باريس. في أيلول 1869 سكن هناك كلاً من الفنانين اوغست رينواو وكلود مونيه. قام بتصوير الموقع عدة مرات من مناظير مختلفة. اعتبرت هذه اللوحة أول مثال متطور من اللوحة الانطباعية بألوانها النقية وضرباتها الغامضة. تعتبر هذه اللوحة من أكثر لوحات المتحف الوطني شهرةً على الصعيد الدولي حيث يتم طلبها باستمرار للعرض في جميع أنحاء العالم.

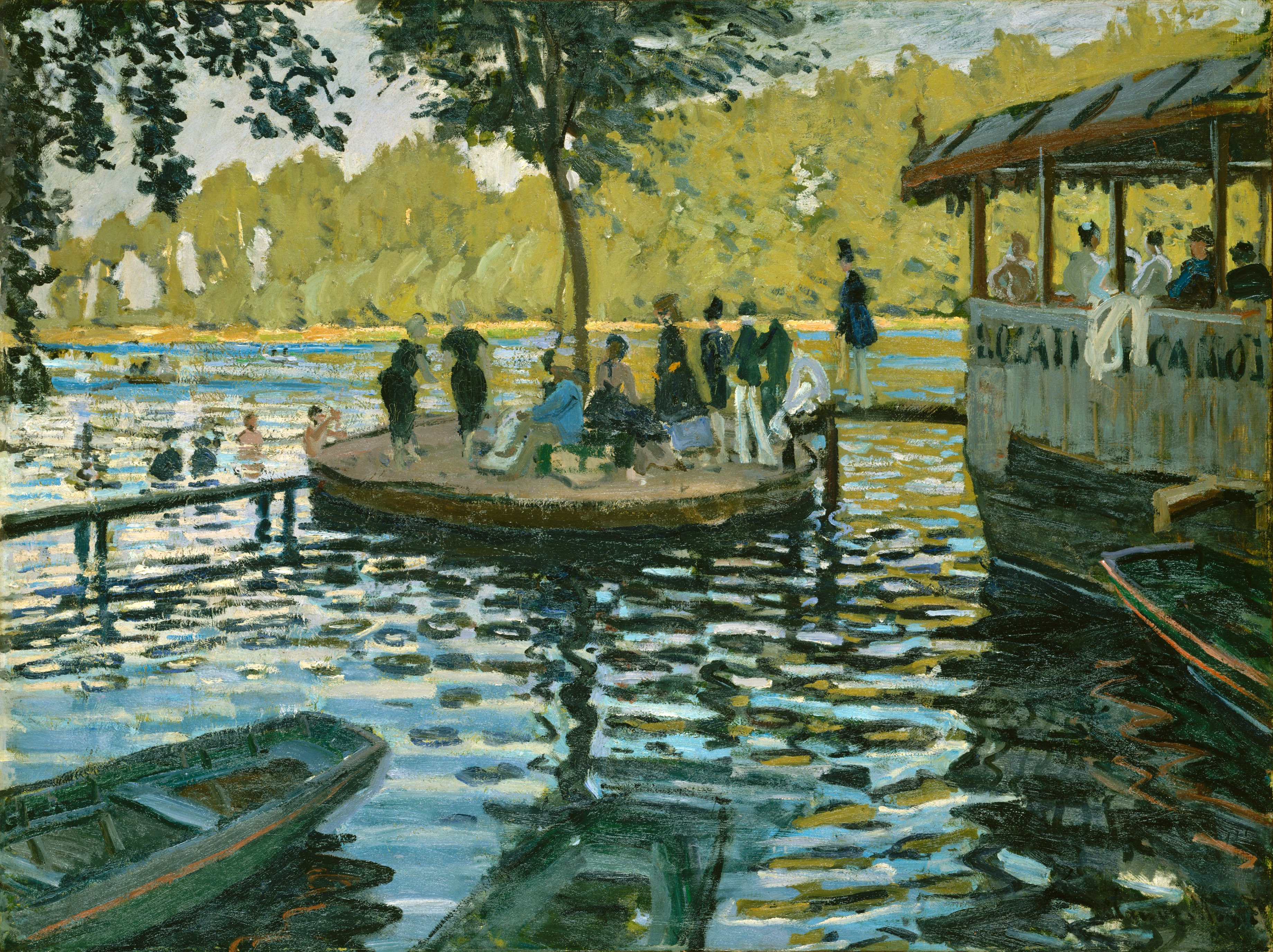
كلود مونيه